# Selbstverzollung
Die Selbstverzollung ist ein Vorgang, bei der Postsendungen, die von außerhalb der Europäischen Union in die EU geliefert werden, vom Empfänger selbst verzollt werden.
Dabei erhält die Sendung bei der Zollkontrolle an der Grenze (beispielsweise am Hafen oder Flughafen) einen entsprechenden Stempel oder Aufkleber. Der Lieferdienst darf diese Sendung nicht an den Empfänger ausliefern, sondern muss sie der zuständigen Zollstelle übergeben und den Empfänger darüber benachrichtigen. Dieser kann seine Sendung dann nach Entrichtung der fälligen Abgaben in der Zollstelle abholen.
Dabei sind Angaben über Wert und Art des Inhalts zu machen und die in der Regel fälligen Einfuhrabgaben (Einfuhrumsatzsteuer, ggf. der Zoll und Verbrauchssteuern) sind bar gegen Quittung der Zahlstelle zu entrichten. Je nach Warenart und abhängig davon ob es sich um eine kommerzielle oder eine Geschenksendung handelt existieren jedoch unterschiedliche Freigrenzen, bis zu denen kein Zoll erhoben wird. Es kann nötig sein, trotz Postgeheimnis die Sendung in Anwesenheit des Zöllners zu öffnen, damit der Inhalt überprüft werden kann (Zollkontrolle).
Alternativ zur Barzahlung und Abholung vor Ort an der Zollstelle ist auch eine elektronische Verzollung mittels Internetzollanmeldung wie beispielsweise der Internet-Zollanwendung-Einfuhr IZA möglich.
Bei der Verzollung über die Internetzollanmeldung macht der Empfänger der Sendung (oder ein von ihm autorisierter Anmelder) alle für die Verzollung notwendigen Angaben über die jeweilige Zollanwendung. Die Angaben und die notwendigen Belege werden dann an die zuständige Zollstelle übermittelt, so dass die Zollabfertigung, sofern keine Zollkontrolle erforderlich ist, ohne die persönliche Anwesenheit des Empfängers erfolgen kann. Das Zollamt ermittelt anhand der Angaben und Belege die zu entrichtenden Abgaben und benachrichtigt den Anmelder über den zu zahlenden Betrag. Nach Bezahlung der Abgaben wird die Sendung von der Zollstelle zollamtlich abgefertigt und nach Zusendung einer voradressierten und bezahlten Paketmarke an den Empfänger weitergeleitet.
In Deutschland entstehen gemäß Zollkostenverordnung bei der Aufbewahrung grundsätzlich Lagergebühren in Höhe von 0,50 € pro Kalendertag. Bei einem Betrag unter 5 € (entspricht 10 Lagertage) wird von der Erhebung allerdings abgesehen. Wird die Sendung innerhalb von 14 Tagen nicht abgeholt bzw. verweigert der Empfänger die Verzollung oder ist der Empfänger nicht zu ermitteln, wird der Zoll die Sendung zurück an den Absender schicken. Falls kein Absender angegeben ist, geht sie in die Verwertung über (Zollauktion).